# Buffalo Bills
Los Buffalo Bills (en español, Bills de Búfalo) son un equipo profesional de fútbol americano de los Estados Unidos con sede en  el área metropolitana de Búfalo-Niagara Falls, Nueva York. Compiten en la División Este de la Conferencia Americana (AFC) de la National Football League (NFL) y disputan sus partidos como locales en el Highmark Stadium, ubicado en el pueblo neoyorquino de Orchard Park.
Los Bills son la única franquicia de la NFL que juega sus partidos dentro del Estado de Nueva York, ya que tanto los New York Jets como los New York Giants juegan en el MetLife Stadium, ubicado en East Rutherford, Nueva Jersey.
Los Bills fueron fundados en 1960 como una de las franquicias originales de la American Football League (AFL). El equipo se unió a la NFL fruto de la fusión de la AFL-NFL en 1970. Los Bills, con sus títulos de la AFL de 1964 y 1965, se convirtieron en el primer y único equipo de Búfalo campeón de una liga profesional estadounidense. Los Bills son el único equipo que ha ganado cuatro campeonatos de conferencia seguidos y el único equipo que ha disputado y perdido cuatro Super Bowls consecutivas (1991, 1992, 1993 y 1994).
Ralph Wilson fue propietario del equipo desde la fundación de la franquicia en 1960 hasta su fallecimiento en 2014 a los 95 años de edad. Después de su muerte, el testamento de Wilson estableció un acuerdo para la venta del equipo a Terry Pegula y su esposa, Kim, que fue aprobada por los otros dueños de equipos de la NFL el 8 de octubre de 2014.

## Jugadores

### Números retirados
- 12 - Jim Kelly
- 78 - Bruce Smith
- 34 - Thurman Thomas

### Miembros del Salón de la Fama

#### Jugadores
- O. J. Simpson
- Billy Shaw
- Jim Kelly
- James Lofton
- Joe DeLamielleure
- Thurman Thomas
- Bruce Smith
- Andre Reed
- Terrell Owens

#### Otros
- Marv Levy (entrenador y general mánager)
- Ralph Wilson (propietario)
- Bill Polian (general mánager)

## Fanáticos
Los admiradores de los Bills a menudo se llaman el "Bills Mafia". Los miembros del Bills Mafia son estereotipados como locos, y uno de los estereotipos más conocidos es que saltan a través de mesas plegables mientras están borrachos. Sin embargo, también son conocidos por su caridad, donando dinero a la fundación de Andy Dalton, un jugador de los Cincinnati Bengals, después de que su equipo ayudó a los Bills a llegar a los playoffs. Además, son considerados algunos de los fanáticos más apasionados y leales de la NFL.
Uno de los fanáticos más famosos fue Ezra Castro, un inmigrante a los Estados Unidos desde México. Castro se llaman "Pancho Billa", en referencia a Pancho Villa, y también vestía un disfraz que consistía en un pancho, una máscara de luchador y un sombrero de color rojo, blanco y azul, los colores de los Buffalo Bills. Su eslogan era "¡Viva los Bills, baby!" Conocido por su personalidad vibrante y extrovertida, Castro fue diagnosticado más tarde con cáncer terminal, pero fue invitado por un exjugador de los Bills, Fred Jackson, para anunciar una selección para el equipo durante el Draft de la NFL de 2018. Castro murió de cáncer el 14 de mayo de 2019.
Otros fanáticos notables incluyen "Pinto Ron", "Bills Elvis" y "Bills Mom".